# Оранжева свободна държава
Оранжевата свободна държава (на нидерландски: Oranje-Vrijstaat; на африкаанс: Oranje-Vrystaat, Орание Фрейстаат), известна също като Оранжева република, е независима бурска република в Южна Африка през втората половина на 19 век, а по-късно британска колония и провинция на Южноафриканския съюз. Тя е историческия предшественик на съвременната провинция Фрайстат. Простирайки се между Оранжевата река и р. Ваал, нейните граници са определени от Великобритания през 1848 г. когато регионът е провъзгласен за Суверенитет Оранжева река със седалище на британски резидент в столицата Блумфонтейн.
В северната част на територията е основана фоортрекерска (пионерска) република във Винбург през 1837 г. Тази република е обединена в Република Потчефструм, която по-късно става част от Южноафриканската република (Трансваал).
След даването на суверенитет на Южноафриканската република, британците признават независимостта на Суверенитета Оранжева река на 17 февруари 1854 г. и страната официално става независима като Оранжева свободна държава на 23 февруари 1854 г. с подписването на конвенцията Оранжева река. Новата република инкорпорира Суверенитета Оранжева река и Винбург-Потчефструмската република.
Оранжевата свободна държава се развива като политически и икономически успешна република. Тя води две войни с Британската империя, като загубата във втората води до нейното анексиране от британците на 31 май 1902 г. като колония Оранжева река с подписването на договора от Вереенигинг, с който завършва Втората англо-бурска война. Тя се присъединява към Южноафриканския съюз през 1910 г. (който става Република Южна Африка през 1961 г.) като провинция с предишното си име, заедно в Капската провинция, провинция Натал и провинция Трансваал.
Името на републиката произлиза от Оранжевата река, която на свой ред е наименувана в чест на холандското кралско семейство, династия Оранж-Насау, от холандските заселници под водачеството на Роберт Якоб Гордън. Официалният език на Оранжевата свободна държава е холандски.